# Mixed Nuts
Mixed Nuts is een Amerikaanse kerstfilm uit 1994 onder regie van Nora Ephron.

## Verhaal
Philip werkt, net zoals zijn collega's Catherine en mevrouw Munchnik, bij de Lifesavers-hotline, een problemenlijn voor mensen die op het punt staan om zelfmoord te plegen. Het is bijna Kerstmis en ze verwachten daarom veel telefoontjes. Het blijft echter bij een aantal obscene telefoontjes van een seriemoordenaar, bekend als de Seaside-wurger. Philips dag begint slecht. Hij ruïneert per ongeluk de kerstboom van een koppel op rolschaatsen, hij komt erachter dat het kantoor van de hotline wordt gesloten als hij niet de huur van $5.000 kan betalen en hij wordt gedumpt door zijn verloofde Susan, die een affaire bleek te hebben.
Ook zijn collega's zijn niet al te gelukkig. Catherine kijkt er niet naar uit om de kerstavond voor de zoveelste keer alleen door te brengen en krijgt enkel aandacht van haar maffe buurman Louie. De humeurige Munchnik zit ondertussen vast in de lift. Op een gegeven moment wordt de hotline gebeld door een eenzame man. Tegen de regels in geeft Philip hem toestemming om langs te komen. Eenmaal aangekomen blijkt hij een flirterige travestiet te zijn. Later wordt hij lastiggevallen door Gracie, een jonge zwangere vrouw die op de vlucht is geslagen voor haar vriend Felix, een werkeloze ex-gedetineerde.
Na een ruzie slaat Gracie Felix op zijn hoofd en hij raakt bewusteloos. Philip besluit hem te brengen naar een dierenarts, bij wie Felix een overdosis pilen neemt en zichzelf niet meer in bedwang kan houden. Vastberaden om Gracie terug te winnen grijpt hij naar een pistool en houdt hij in Philips appartement iedereen onder schot. Hierbij raakt uiteindelijk de travestiet gewond. Gracie weet de pistool uit zijn handen te grijpen en leegt het door in het ronde te schieten. Hierbij wordt de huisbaas per ongeluk doodgeschoten. Ze proberen het lijk te verbergen, maar worden betrapt door de politie. Uiteindelijk blijkt dat de huisbaas de Seaside-wurger was. In plaats van een gevreesde gevangenisstraf wordt Gracie beloond met $250.000.
Ze doneert $5.000 aan Philip, zodat de hotline niet failliet gaat. In deze chaotische avond zijn Philip en Catherine verliefd op elkaar geworden. Aan het einde van de avond kondigen ze aan dat ze zullen trouwen. Ook is Munchnik een relatie begonnen met een hondenuitlater en ze is niet langer humeurig. Ten slotte breken de vliezen van Gracie en ze bevalt van een kind, bijgestaan door Felix.

## Rolbezetting
| Acteur            | Personage                | Opmerkingen                                                                           |
| ----------------- | ------------------------ | ------------------------------------------------------------------------------------- |
| Steve Martin      | Philip                   | Een man die, ondanks dat hij mensen helpt voor zijn werk, altijd klaagt over anderen. |
| Rita Wilson       | Catherine O'Shaughnessy  | Een naïeve, zorgzame, maar eenzame vrouw die werkt bij de hotline.                    |
| Juliette Lewis    | Gracie Barzini           | Een hoogzwangere jongedame die geen blad voor haar mond neemt.                        |
| Anthony LaPaglia  | Felix                    | Een werkeloze ex-gedetineerde die zichzelf ziet als een kunstenaar.                   |
| Madeline Kahn     | Mevrouw Blanche Munchnik | Een humeurige vrouw die eveneens bij de hotline werkt.                                |
| Liev Schreiber    | Chris                    | Een eenzame travestiet die niet begrepen wordt door zijn familie.                     |
| Adam Sandler      | Louie                    | Een man die bijna altijd speelt op een ukelele.                                       |
| Robert Klein      | Meneer Lobel             | Een hondenuitlater.                                                                   |
| Joely Fisher      | Susan                    | De overspelige verloofde van Philip.                                                  |
| Garry Shandling   | Stanley                  |                                                                                       |
| Parker Posey      | Rolschaatser             |                                                                                       |
| Jon Stewart       | Rolschaatser             |                                                                                       |
| Victor Garber     | Buurman (stem)           |                                                                                       |
| Haley Joel Osment | Jongen                   |                                                                                       |